# MT Близнецов
MT Близнецов (лат. MT Geminorum) — двойная затменная переменная звезда типа Алголя (EA) в созвездии Близнецов на расстоянии приблизительно 7 156 световых лет (около 2 194 парсек) от Солнца. Видимая звёздная величина звезды — от +16,5m до +14,3m.
Открыта Куно Хофмейстером в 1968 году.

## Характеристики
Первый компонент — белая звезда спектрального класса A. Радиус — около 1,79 солнечных, светимость — около 10,229 солнечных. Эффективная температура — около 7720 К.